# لاري غرين
لاري غرين (بالإنجليزية: Larry Green)‏ هو لاعب كرة قدم أمريكية أمريكي، ولد في 2 يوليو 1895 في يوركشاير في المملكة المتحدة، وتوفي في 8 أغسطس 1960.

## وصلات خارجية
- لاري غرين على موقع مرجع كرة القدم المحترفة.كوم (الإنجليزية)